# Richard Kieckhefer
Richard Kieckhefer es un historiador religioso y medievalista y autor estadounidense, experto en arquitectura eclesiástica. Es profesor de historia y profesor John Evans de Estudios Religiosos en la Universidad del Noroeste.

## Educación
Luego de obtener su posgrado en la Universidad de San Luis, Kieckhefer obtuvo su doctorado en Historia de la Universidad de Texas en 1972, y posteriormente estuvo un año en Múnich en el Instituto Monumenta Germaniae Historica, con el apoyo del Servicio Alemán de Intercambio Académico (DAAD).

## Carrera
Kieckhefer ha escrito sobre la santidad, la magia ritual medieval, la brujería, la arquitectura medieval y contemporánea de las iglesias, las revueltas, y la literatura mística; también ha editado y traducido importantes textos medievales en latín. Desde 1975, ejerce la docencia en la Universidad del Noroeste. Su obra Magic in the Middle Ages, publicado en 1989, ha sido traducido al español, alemán, polaco, checo, italiano, y griego, y posteriormente en turco, portugués, y coreano. En 1997, fue Presidente de la American Society of Church History, y entre 1995 y 2004, fue presidente de la Societas Magica.

## Premios y apoyo
Además del DAAD, sus investigaciones han contado con el apoyo de la Fundación Guggenheim, el American Council of Learned Societies, y la National Endowment for the Humanities. En 2006, fue elegido miembro de la Academia Estadounidense de las Artes y las Ciencias.

## Obras
- European Witch Trials: Their Foundations in Popular and Learned Culture, 1300-1500 (Juicios de brujas europeas: Sus fundamentos en la cultura popular y aprendida, 1300-1500) (1976)
- Repression of Heresy in Medieval Germany (Represión de la herejía en la Alemania medieval) (1979)
- Unquiet Souls: Fourteenth-century Saints and Their Religious Milieu (Almas inquietas: Santos del siglo XIV y su entorno religioso) (1984)
- Magic in the Middle Ages (Magia en la Edad Media) (1989)
- Forbidden Rites: A Necromancer's Manual of the Fifteenth Century (Ritos prohibidos: Manual del nigromante del siglo XV) (1997)
- Theology in Stone: Church Architecture From Byzantium to Berkeley (Teología en piedra: Arquitectura eclesiástica desde Bizancio hasta Berkeley) (2004)
- There Once Was a Serpent: A History of Theology in Limericks (Hubo una vez una serpiente: Historia de la teología en Lemericks) (2010)